# Banplus
Banplus Banco Universal C. A. es una institución financiera venezolana de capital privado, enfocada en la atención de pequeñas y medianas empresas. Su sede principal está ubicada en el Av. Pichincha, Paseo Enrique Eraso, Torre la Noria, municipio Baruta, estado Miranda, en la Gran Caracas. La presidente ejecutiva de Banplus es Verónica Ávila.
La organización financiera fue fundada en el año 2007 como Banco Comercial y desde mayo de 2012, fue autorizado para transformarse a Banco Universal, según lo señalado por la Superintendencia de las Instituciones Financieras (Sudeban) en la Gaceta Oficial N.º 39.992.
Asimismo, mediante el oficio N° SIB-II-GGR-GA-25590, en julio de 2013, Banplus obtuvo el visto bueno para aumentar el capital social hasta la cantidad de ciento setenta y seis millones trescientos mil bolívares (Bs. 176.300.000,00).
Cuenta con una red de 45 puntos de atención en todo el país, puntos de venta y cajeros automáticos en las que son atendidos sus más de 257.690 de clientes, actualmente se encuentra en el grupo de los principales bancos del país según el ranking bancario de enero de 2018, comenzando el año con una cuota de mercado, en activos totales y en cartera de créditos.

## Consolidación

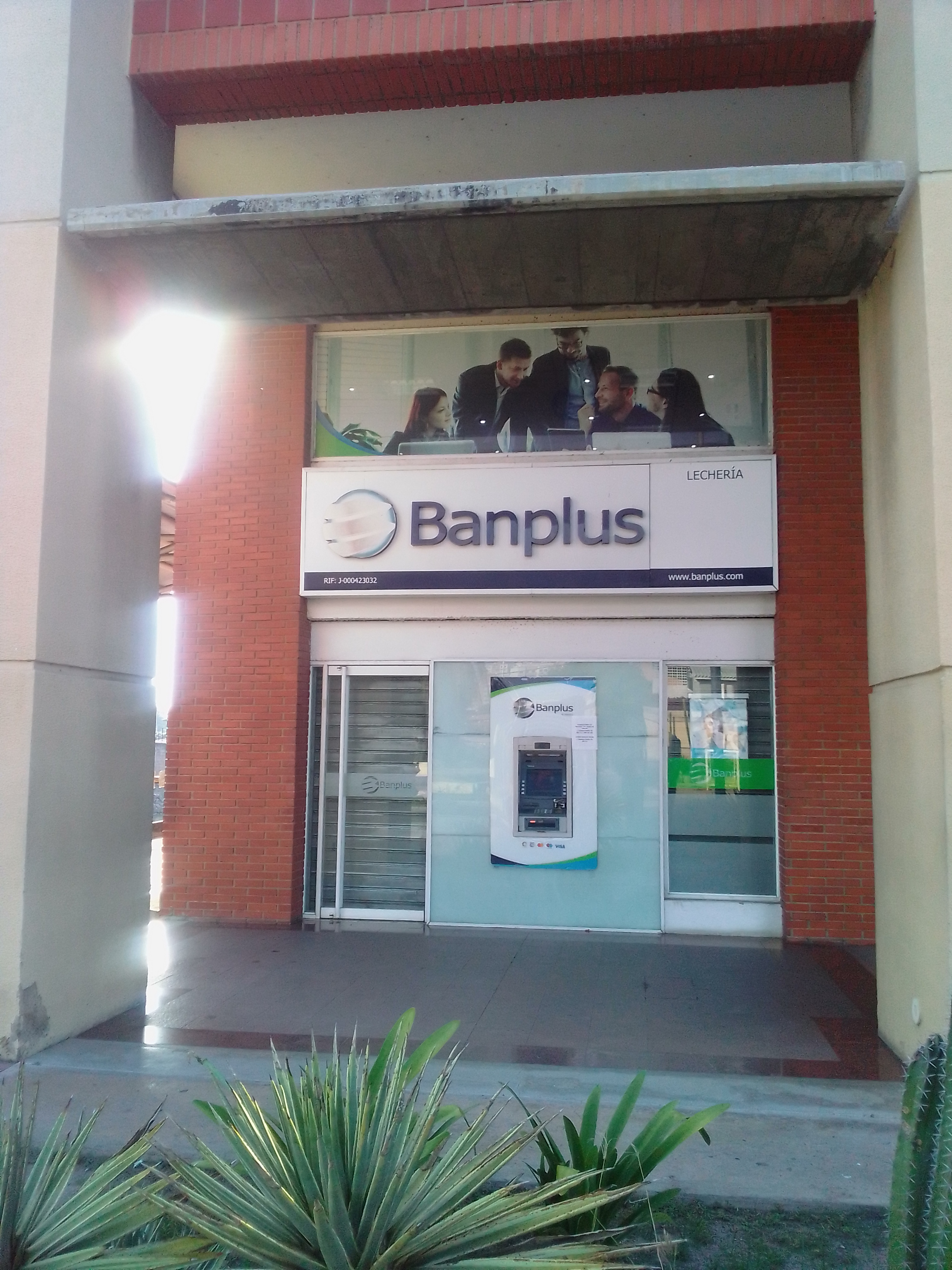
Sede del banco en Lechería

Hoy la institución financiera cuenta con 50 agencias en 17 estados del país: 21 en la Gran Caracas, 3 en el estado Anzoátegui, 3 en el estado Aragua, 2 en el estado Bolívar, 3 en el estado Carabobo, 1 en el estado Falcón, 1 en el estado Guárico, 4 en el estado Lara, 2 en el estado Monagas, 2 en el estado Nueva Esparta, 1 en el estado Portuguesa, 1 en el estado Trujillo, 1 en el estado Táchira, 1 en el estado Mérida y 4 en el estado Zulia.
Adicionalmente, se están contemplando proyectos de ampliación en la zona capital y occidental del país para su consolidación como una institución financiera con presencia en todo el territorio nacional.
El crecimiento que ha experimentado Banplus en los últimos años, se aprecia en el aumento de su participación de mercado en créditos y captaciones del público. Continuar mejorando el margen financiero así como brindar soluciones financieras adecuadas al segmento objetivo atendido, es decir, los comercios así como pequeñas y medianas empresas, sin descuidar al de personas naturales y siempre en estricto cumplimiento de las regulaciones vigentes, son los retos permanentes del banco.
Desde mayo de 2012, Banplus fue autorizado para transformarse a Banco Universal, según lo señalado por la Superintendencia de las Instituciones Financieras (Sudeban) en la Gaceta Oficial N.º 39.992. Asimismo, mediante el oficio N° SIB-II-GGR-GA-25590, en julio de 2013, Banplus obtuvo el visto bueno para aumentar el capital social hasta la cantidad de ciento setenta y seis millones trescientos mil bolívares (Bs.176.300.000,00).
En enero de 2018, Banplus logra inaugurar una oficina más en Maracaibo, logrando así un total de 50 agencias en el país.
Para marzo del 2025, Banplus tiene una red de 45 agencias a nivel nacional, estando presente en las ciudades de Caracas, Punto Fijo, Valencia, Barquisimeto, Maracay, Maracaibo, Lechería, Puerto La Cruz, El Tigre, Ciudad Guayana, Puerto Cabello, Calabozo, La Guaira, El Vigía, Maturín, Porlamar, Araure, San Cristóbal y Valera. 

## Evolución financiera

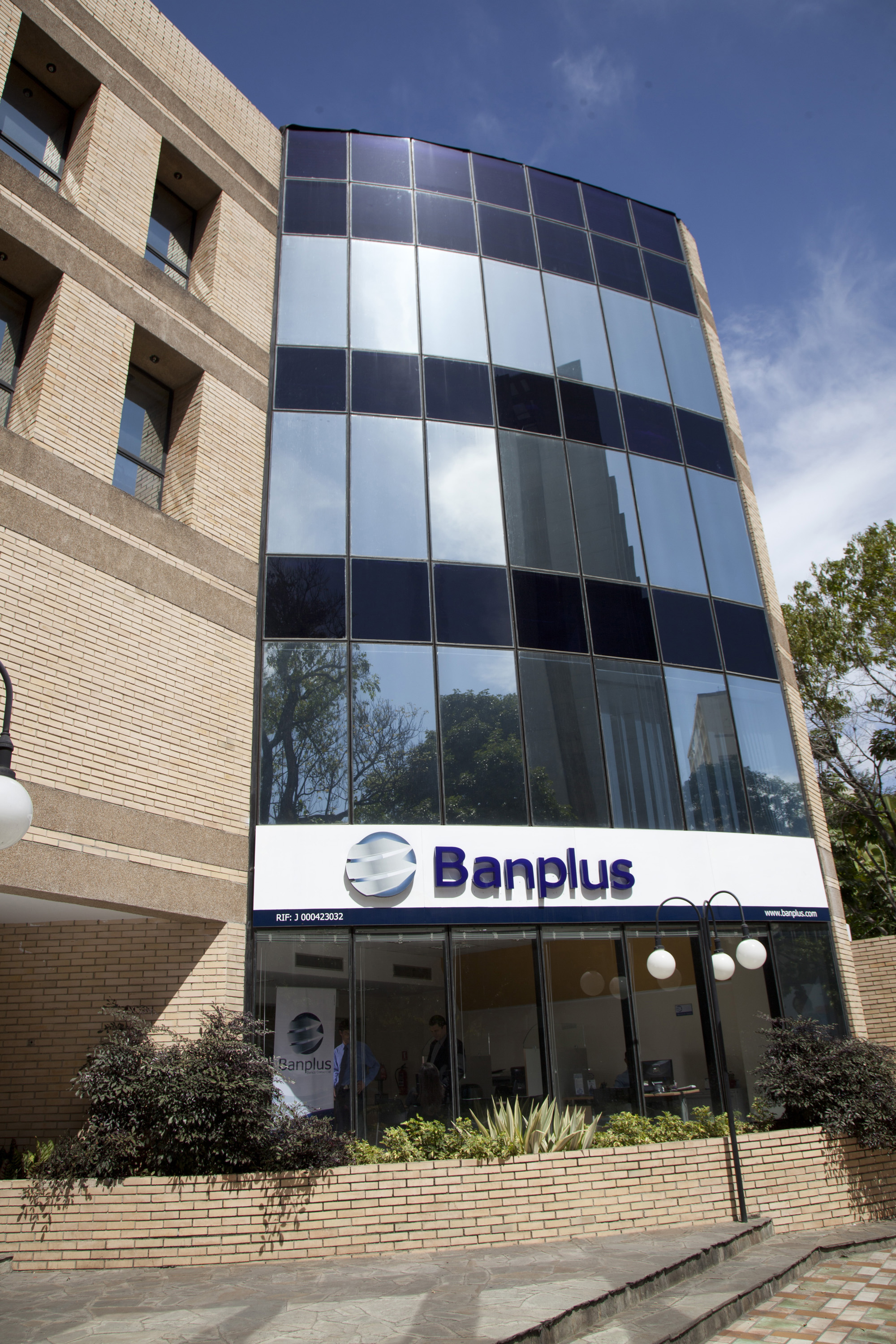
Agencia Banplus

Banplus Banco Universal es una institución financiera que opera en Venezuela desde 1964 y desde 2007, cuando se presentó comercialmente como "Banplus", sigue evolucionado de manera sostenida.
A continuación, hitos importantes sobre la evolución financiera de Banplus:
- 1964 - Bajo el nombre de Banplus Arrendamiento Financiero, C. A. Inicia prestando servicios de intermediación a pequeños y medianos empresarios.
- 1965 - Se convierte en banco de inversión por decisión unánime en la Junta Directiva de la organización, continuando en constante proceso de transformación como entidad inversionista.
- 2002 - Cambia nuevamente su objeto y denominación social a Banplus Entidad de Ahorro y Préstamo, C. A. (EAP) con la finalidad de ofrecer productos y servicios de orientación principal a programas de vivienda y construcción.
- 2007 - La Superintendencia de Bancos autoriza [4] a Banplus Entidad de Ahorro y Préstamo, C. A. a cambiar su objeto social a Banplus Banco Comercial, C. A. siendo publicado en la Gaceta Oficial N.º 38772. Otorgando el visto bueno para un aumento de capital a 22.422 millones 502.000 bolívares, mediante la emisión de nuevas acciones.
- 2012 - Fue autorizado para transformarse a Banco Universal, según lo señalado por la Superintendencia de las Instituciones Financieras (Sudeban) en la Gaceta Oficial N.º 39.992. Asimismo, mediante el oficio N° SIB-II-GGR-GA-25590, en julio de 2013, Banplus obtuvo el visto bueno para aumentar el capital social hasta la cantidad de ciento setenta y seis millones trescientos mil bolívares (Bs. 176.300.000,00).
- 2017 - Banplus refresca su imagen con colores más atractivos y modernos, dándole la bienvenida a tonalidades como verde y azul más vivos.

## Responsabilidad social empresarial
Consciente de su rol como ciudadano corporativo, Banplus Banco Universal ha expandido sus gestiones y patrimonio para respaldar nobles causas con un abanico de acción que abarca iniciativas enfocadas en la salud, cultura, deporte y educación, contribuyendo así con el desarrollo sociocultural del país.
Durante todo el año, con el apoyo de su red de agencias a nivel nacional, Banplus participa en las campañas de recaudación de fondos de distinguidas instituciones: el Gran Bono de la Salud de la Sociedad Anticancerosa de Venezuela, el Súper Bingo de la Bondad de la Fundación contra la Parálisis Infantil a favor del Hospital Ortopédico Infantil, y con la rifa anual que realiza la Fundación El Buen Samaritano, que atiende niños y niñas con VIH/SIDA.
Banplus también contribuye con la Fundación Alzheimer de Venezuela a través de “La Cuenta Inolvidable” (0000-0000-00-0000000000). Lo recaudado principalmente se destina a la formación de los cuidadores de los afectados por esta enfermedad y al tratamiento de quienes la padecen.

### Eventos de RSE
Banplus ha participado en diferentes eventos de responsabilidad social corporativa desde sus inicios hasta la actualidad, entre los que se pueden mencionar:
- Día de las Madres 2018, en el Hotel JW Marriott, a beneficio de la Senos Ayuda.
- Del 5.to al 13.er Torneo de Golf, a beneficio del Hospital Ortopédico Infantil.
- Encuentro Cumbres 2017, beneficiando a 1.500 niños y niñas de entre 5 y 18 años, organizado por el Instituto Cumbres de Caracas, del 24 al 26 de marzo.
- Donación de becas y capacitación de jóvenes en el Programa de Formación de Administración y Servicios que dicta Superatec[5]